# Marcel Lecomte
Marcel Lecomte (n. 25 septembrie 1900, Sint-Gillis, Comunitatea Francofonă din Belgia⁠(d), Belgia – d. 19 noiembrie 1966, Regiunea Capitalei Bruxelles, Belgia) a fost un poet suprarealist belgian.

## Biografie
În 1918, Marcel Lecomte l-a întâlnit pe Clément Pansaers, care l-a făcut să descopere dadaismul și taoismul. S-a înscris apoi la Universitatea liberă din Bruxelles unde a urmat studii pregătitoare pentru o licență în filosofie și litere, pe care le-a abandonat însă în 1926.
În 1922 el a publicat Démonstrations, la Éditions « Ça ira » din Anvers. La începutul aceluiași an, l-a cunoscut pe René Magritte și, în 1923, pe Paul Nougé. Cu acesta din urmă și cu Camille Goemans a făcut parte în 1924 și 1925 din grupul Correpondance. El a fost concediat de acolo în iulie 1925.
În 1926, el a colaborat la primul număr al revistei Marie, condusă de E. L. T. Mesens. În 1928, el i-a regăsit pe Goemans, Nougé și Mesens la revista Distances.
Marcel Lecomte a intrat în 1934 în învățământul secundar la Braine l'Alleud, apoi la Bruxelles, și a rămas acolo până la sfârșitul anului 1944. El a colaborat la revista Documents 34 a lui Mesens și a fost cosemnatar, în 1935, al Couteau dans la plaie, care a reunit pentru prima dată grupul suprarealist de la Bruxelles, pe Magritte, Mesens, Nougé, Louis Scutenaire, André Souris, Hainaut, Achille Chavée și Fernand Dumont.
În 1940, el a colaborat la L'Invention collective, care era condus de Magritte și Raoul Ubac.
În aprilie 1960, Marcel Lecomte a fost angajat la Muzeul Regal de Arte Frumoase al Belgiei.

## Lucrări
- Démonstrations, Anvers, Ça ira, 1922.
- Applications, avec deux dessins de Magritte. J. Vandoren, Louvain / Les Écrivains réunis, Paris, 1925.
- L'Homme au complet gris clair, Bruxelles, René Henriquez, 1931.
- Les Minutes insolites [dix récits], avec trois bois d'Élisabeth Ivanovsky, Bruxelles, À l'Enseigne du Paradis perdu, 1936.
- Lucide, Paris, Les Écrivains réunis, 1939.
- La Servante au miroir, avec des dessins de Léon Spilliaert, Bruxelles, Éditions des artistes, 1941.
- Le Règne de la lenteur, Paris, Sagesse, 1943.
- Rencontre dans Paris, avec un dessin de Raoul Ubac, Bruxelles, Éditions des Oublis, 1944.
- L'Accent du secret, Paris, Gallimard, coll. « Métamorphoses », 1944.
- L'Œuvre de Suzanne Van Damme, Bruxelles, La Boétie, 1946.
- Rachel Baes, Paris, Collet, 1947.
- Le Sens des tarots, avec deux illustrations de Pierre Alechinsky, Bruxelles, ENSAAD, 1948.
- D'un nouvel espace, avec douze dessins d'Henri Kerels, Bruxelles, Ex-libris, 1956.
- Univers et signes de Rem, Bruxelles, Éditions des artistes, 1957.
- Le Carnet et les instants, préface de Jean Paulhan, Paris, Mercure de France, 1964.
- Le Cœur et la main, avec un dessin de Jane Graverol. Bruxelles, Les Lèvres nues, 1968.
- Le Sens de la vie, avec un dessin de René Magritte, Bruxelles, Les Lèvres nues, 1968.
- Le Suspens, Paris, Mercure de France, 1971.
- Œuvres (L'Homme au complet gris clair. La Servante au miroir. Le Carnet et les instants), préface de Henri Ronse, Bruxelles, Jacques Antoine (éditeur), 1980.
- Les Minutes insolites, note de Jean Paulhan, Cognac, Le temps qu'il fait, 1981.
- Les Voies de la littérature, choix de chroniques littéraires suivi d'une bibliographie établie par Philippe Dewolf, Bruxelles, Éditions Labor, collection « Archives du Futur », 1988.
- Le Regard des choses, choix de chroniques artistiques et de préfaces d'expositions établi et annoté par Philippe Dewolf, Bruxelles, Éditions Labor, collection « Archives du Futur », 1992.
- Comment j'ai entendu une jolie fille se faire dresser par un spécialiste suivi de Le jeune Gérard, Bruxelles, Didier Devillez éditeur, 1995.
- Poésies complètes [contient les recueils: Démonstrations, Applications, Le Vertige du réel, Lucide, Le Règne de la lenteur, Le Cœur et la Main, Connaissance des degrés, La Figure profonde, Feuillets détachés], Édition établie et présentée par Philippe Dewolf, postface de Colette Lambrichs, avec deux dessins de Magritte, Paris, Éditions de La Différence, 2009 (253 p.).

### Monografie
- À propos de Guy Huygens (Monografie ilustrată de 24 de pagini, cu texte de Paul Caso, Robert Goffin-Maurice Lambilliote, Marcel Lecomte, Jan Walravens și Joseph Weterings), Éditions G.L.BRX